# Asdrúbal Cabrera
Asdrúbal José Cabrera (ur. 13 listopada 1985) – wenezuelski baseballista występujący na pozycji drugobazowego i łącznika.

## Przebieg kariery
W sierpniu 2002 podpisał kontrakt jako wolny agent z Seattle Mariners, jednak występował jedynie w klubach farmerskich tego zespołu, między innymi w Tacoma Rainiers, reprezentującym poziom Triple-A. W czerwcu 2006 w ramach wymiany zawodników przeszedł do Cleveland Indians. W Major League Baseball zadebiutował 8 sierpnia 2007 w meczu przeciwko Chicago White Sox.
12 maja 2008 roku w spotkaniu przeciwko Toronto Blue Jays wyautował trzech zawodników w jednej akcji (tzw. unassisted triple play) i stał się czternastym zawodnikiem w historii MLB, który dokonał tego osiągnięcia. W sezonie 2011 po raz pierwszy w karierze wystąpił w Meczu Gwiazd. W lutym 2013 został powołany do 28-osobowego składu reprezentacji Wenezueli na turniej World Baseball Classic.
31 lipca 2014 przeszedł do Washington Nationals za zapolowego Zacha Waltersa. W styczniu 2015 podpisał roczny kontrakt jako wolny agent z Tampa Bay Rays, zaś w grudniu 2015 dwuletnią umowę z New York Mets. W lipcu 2018 w ramach wymiany zawodników przeszedł do Philadelphia Phillies.

## Nagrody i wyróżnienia
| Nagroda/wyróżnienie  | Lata       | Źródło |
| 2× All-Star          | 2011, 2012 | [ 3 ]  |
| Silver Slugger Award | 2011       | [ 10 ] |